# لحظه‌های دشمنی
«لحظه‌های دشمنی» آلبومی از گروه موسیقی موسیقی هوی متال پنترا است که در سال ۱۹۹۴ میلادی منتشر شد.